# Kumi Haseba
Kumi Haseba –en japonés, 長谷場久美, Haseba Kumi– (1963) es una deportista japonesa que compitió en halterofilia. Ganó tres medallas de plata en el Campeonato Mundial de Halterofilia entre los años 1991 y 1993.

## Palmarés internacional
| Campeonato Mundial | Campeonato Mundial        | Campeonato Mundial | Campeonato Mundial |
| Año                | Lugar                     | Medalla            | Categoría          |
| ------------------ | ------------------------- | ------------------ | ------------------ |
| 1991               | Donaueschingen (Alemania) | Medalla de plata   | 67,5 kg            |
| 1992               | Varna (Bulgaria)          | Medalla de plata   | 75 kg              |
| 1993               | Melbourne (Australia)     | Medalla de plata   | 70 kg              |